# Johan Harald Seldén

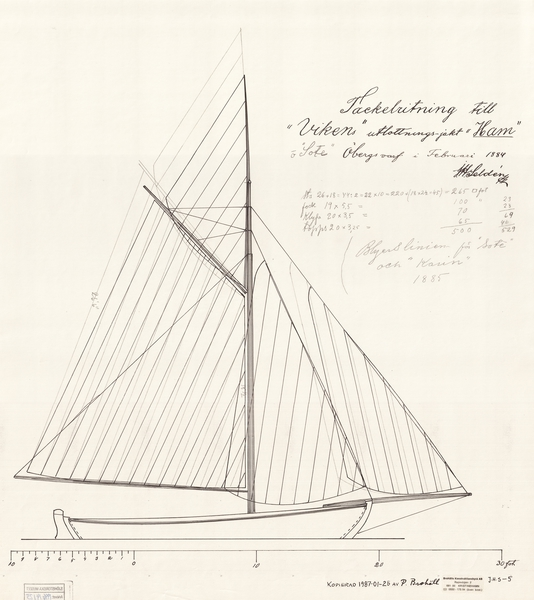
Tackelritning till en utlottningsbåt, ritad 1884, 10,3 meter lång

Johan Harald Seldén, född 11 oktober 1855 i Skärbo i Myckleby socken på Orust, död 14 maj 1921 i Buvenäs i Myckleby socken på Orust, var en svensk skeppsbyggmästare och fartygskonstruktör.
Johan Harald Seldén var son till en båtbyggare och utbildade sig på Gamla varvet i Göteborg. Han anlade 1884 Buvenäs varv, på Orust, där det byggdes bland annat av Seldén konstruerade skonerter och lustyachter, framför allt kosterbåtar.
Johan Harald Seldén byggde mellan åren 1880 och runt 1916 ett 50-tal så kallade moderniserade kostrar, varav de första användes till kappseglingar och de senare byggdes som renodlade fritidsbåtar. 
Han var gift med Berta Lovisa Andersson. Paret hade bland annat sonen Folke Seldén (1890-1949), som blev skeppsbyggnadsingenjör.